# Edyta Jungowska

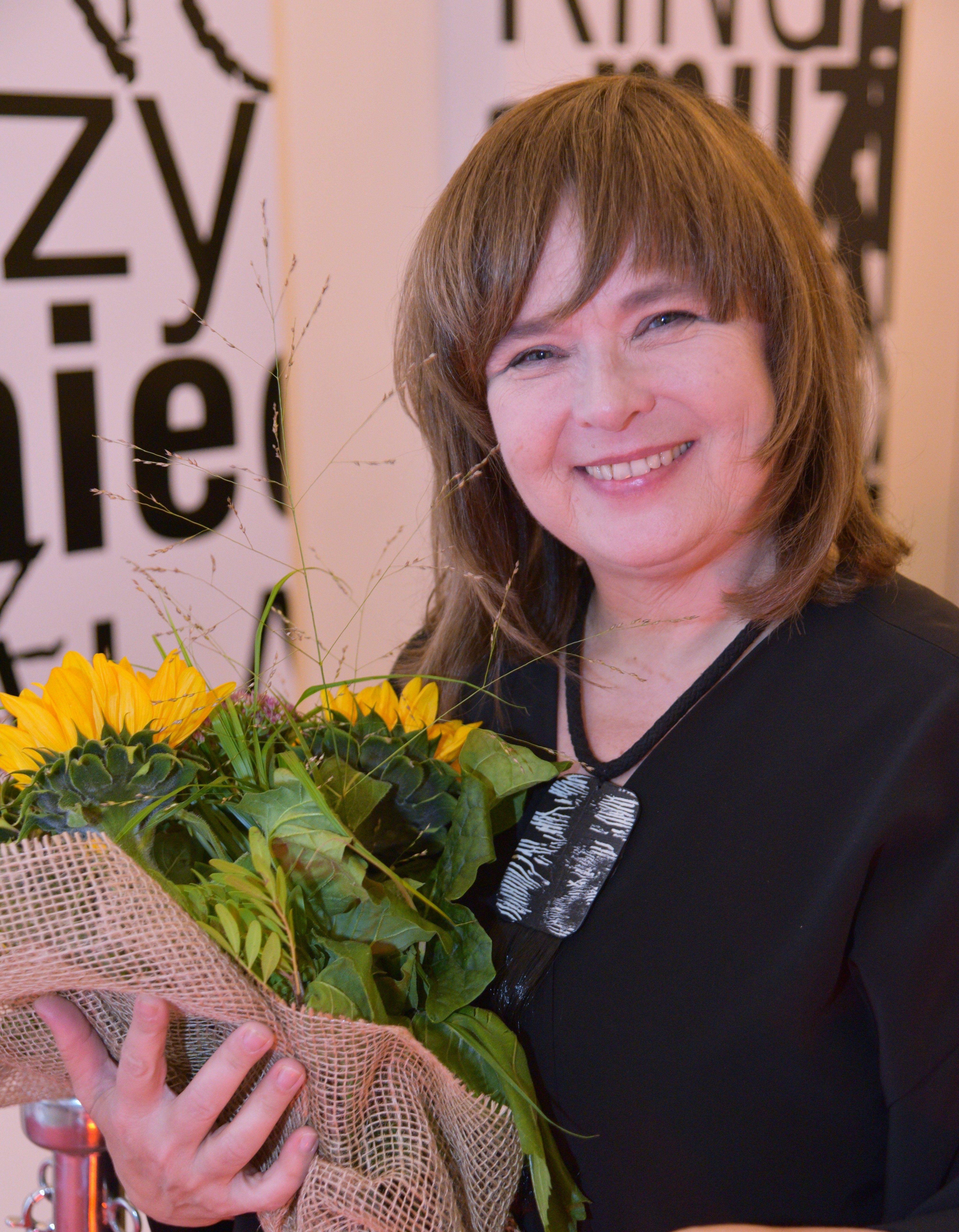
Przegląd Filmowy „Natura Kina”, Pińczów, 22 września 2022

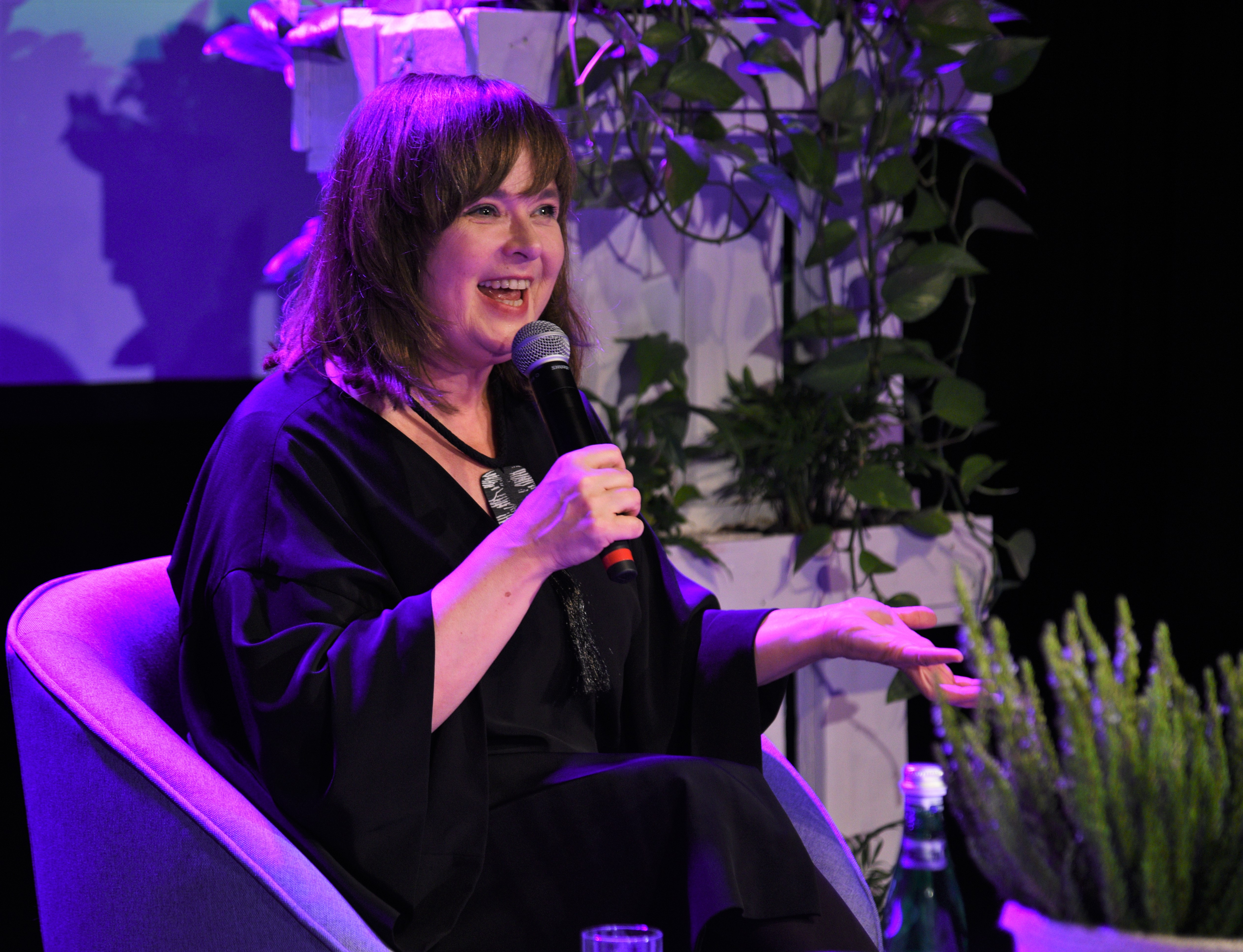
Przegląd Filmowy „Natura Kina”, Pińczów, 22 września 2022

Edyta Romana Jungowska (ur. 1 lutego 1966 w Warszawie) – polska aktorka teatralna, filmowa i telewizyjna.

## Kariera
Jest absolwentką Państwowej Wyższej Szkoły Teatralnej w Warszawie (1989). Pierwszy sukces teatralny to rola Panny Maliczewskiej w spektaklu „Zapolska, Zapolska”, w reżyserii Adama Hanuszkiewicza w 1990.
W telewizji zadebiutowała rolą Konstancji Weber w „Amadeuszu” Petera Shaffera, w reżyserii Macieja Wojtyszki (Teatr Telewizji). Następnie zagrała kolejne prawie 30 ról w Teatrze Telewizji, m.in. brawurową Elizę Doolittle w wyreżyserowanym przez Macieja Wojtyszkę przedstawieniu Pigmalion (1998). W latach 1995–2000 występowała w Kabarecie Olgi Lipińskiej.
Szeroką popularność zdobyła dzięki roli siostry Bożenki w serialu Na dobre i na złe, występowała także w programie dla dzieci Ala i As. Była gościem jednego z odcinków pierwszej edycji programu Top Model. Zostań Modelką! na TVN.
W 2010 otworzyła wydawnictwo Jung-off-ska, pod którego szyldem wydaje audiobooki oraz książki dla dzieci i młodzieży.

## Nagrody
Dwukrotnie zdobyła nagrodę na Przeglądzie Piosenki Aktorskiej. W 2004 odcisnęła dłoń w Alei Gwiazd w Międzyzdrojach.
W 2019 roku wraz z Ewą Dałkowską została laureatką Nagrody im. Stefana Treugutta za „dychotomiczną kreację: pełną pasji, wykluczeń, przeciwności, a finalnie jedności w sztuce Iriny Waśkowskiej Lekcje miłości w reżyserii Rafała Sabary”.

## Życie prywatne
Ma syna, Wiktora (ur. 1994).

## Filmografia
| Rok       | Tytuł                                                 | Rola                                      | Uwagi         |
| --------- | ----------------------------------------------------- | ----------------------------------------- | ------------- |
| 1983      | Szaleństwa panny Ewy                                  | Julka, koleżanka Ewy                      | cz. 1         |
| 1987      | Ucieczka z miejsc ukochanych                          | Kędziorówna, dziewczyna na zabawie        | odc. 4, 7 i 8 |
| 1989      | Ostatni dzwonek                                       |                                           |               |
| 1990      | W środku Europy                                       | uczennica                                 |               |
| 1990      | Maria Curie                                           | laborantka Marii                          |               |
| 1993      | Czterdziestolatek. 20 lat później                     | sekretarka przewodniczącego Maliniaka     |               |
| 1994      | Faustyna                                              | siostra kucharka                          |               |
| 1997      | Musisz żyć                                            | redaktorka telewizyjna                    |               |
| 1997      | Sława i chwała                                        | dziewczyna pracująca w Pustych Łąkach     | odc. 5        |
| 1997      | Ciemna strona Wenus                                   | blondynka, tańcząca na imprezie           |               |
| 1998      | Syzyfowe prace                                        | Wiechowska                                | odc. 1        |
| 1998      | Ekstradycja 3                                         | barmanka zamordowana przez Sumara         |               |
| 1998      | Sto minut wakacji                                     | członek ekipy filmowej                    |               |
| 1998      | Złoto dezerterów                                      | służąca generałowej                       |               |
| 1999      | Sto minut wakacji                                     | charakteryzatorka Basia                   |               |
| 1999      | Ja, Malinowski                                        |                                           |               |
| 1999      | Badziewiakowie                                        | Halina Badziewiakowa                      |               |
| 1999      | Operacja Koza                                         | Anna Krępska                              |               |
| 2000–2012 | Na dobre i na złe                                     | Bożysława „Bożenka” Leszczyńska-Zbieć     |               |
| 2000      | Przeprowadzki                                         | Helena Szczygieł                          | odc. 1        |
| 2001      | Garderoba damska                                      | dziennikarka „Z każdym o każdym”          | odc. 5        |
| 2003      | Ciało                                                 | siostra przełożona                        |               |
| 2004      | Czego się boją faceci, czyli seks w mniejszym mieście | Dorota, kuzynka Gustawa                   |               |
| 2004      | Cudownie ocalony                                      | Hanka                                     |               |
| 2005      | Boża podszewka II                                     | Marusia, chora w szpitalu psychiatrycznym | odc. 13, 15   |
| 2005      | Anioł Stróż                                           | Iwona                                     | odc. 10       |
| 2005      | Jestem                                                | matka „Kundla”                            |               |
| 2005–2007 | Codzienna 2 m. 3                                      | Marianka, sąsiadka                        |               |
| 2006      | My baby                                               | pacjentka Joanny                          | odc. 5        |
| 2010–2014 | Klan                                                  | Małgorzata Antoniak                       |               |
| 2013      | 2XL                                                   | Laura Zabawska                            |               |
| 2019      | Ojciec Mateusz                                        | Alicja Witko                              | odc. 284      |
| 2022      | Detektyw Bruno                                        | ciocia                                    |               |
| 2025      | Oskar, Patka i złoto Bałtyku                          | ciocia                                    |               |

## Dubbing
- 1940–2005: Tom i Jerry – Mała kaczuszka
- 1960–1966: Flintstonowie
- 1966: Człowiek zwany Flintstonem
- 1981–1990: Smerfy – Nat (w seriach 5., 6. i 8. oraz połowie 7.)
- 1983: Kaczor Donald przedstawia – Dyzio
- 1983: Miki i Donald przedstawiają Goofy’ego sportowca – Dyzio
- 1984–1986: Wesoła siódemka
- 1988: Oliver i spółka – Oliver
- 1989–2001: Babar – Pom
- 1992–1995: Rodzina Addamsów – Morticia Addams
- 1993–1998: Animaniacy – Dot Warner
- 1994: Niekończąca się opowieść III: Ucieczka z krainy Fantazji – Źli
- 1995: Toy Story – Bou
- 1995: Casper – Casper McFadden
- 1996: Miki Mol i Straszne Płaszczydło – nawigatorka
- 1996: Kosmiczny mecz – Bang
- 1996–1997: Kacza paczka – Dyzio
- 1997: Dynastia Miziołków
- 1997: Między śniegiem a siódmym niebem – Aniela
- 1997: Koty nie tańczą – Peabo „Pudge” Pudgemyer
- 1998–2000: I pies, i wydra
- 1998–2005; 2014: Atomówki – Brawurka
- 1998: Ala i As
- 1999: Babar – król słoni
- 1999: Animaniacy: Życzenie Wakko – Dot
- 2001–2003: Aparatka – Maria Wong
- 2002: Smocze wzgórze – Maud
- 2005: Harcerz Lazlo – Larrison
- 2006: Magiczna kostka – Maud
- 2006: Kacper: Szkoła postrachu – Kacper
- 2008: Podróże na burzowej chmurze (odc. 3)
- 2009: Ijon Tichy – gwiezdny podróżnik – Analogowa Halucyna
- 2009: Afrodyta w lesie